# Портрет Павла Петровича Палена
«Портрет Павла Петровича фон дер Палена» — картина Джорджа Доу и его мастерской из Военной галереи Зимнего дворца, с авторским повторением из собрании ГМИИ имени А. С. Пушкина.
Картина представляет собой погрудный портрет генерала от инфантерии графа Павла Петровича фон дер Палена из состава Военной галереи Зимнего дворца.
Во время Отечественной войны 1812 года генерал-майор граф Пален был шефом Дерптского драгунского полка и находился в Дунайской армии адмирала П. В. Чичагова, сражался на Волыни против вспомогательного австро-саксонского корпуса, затем командовал авангардом 3-й Западной армии и сражался на Березине. В Заграничных походах 1813 и 1814 годов сражался в Польше, Пруссии и Саксонии, в Битве народов под Лейпцигом был ранен. В кампании 1814 года во Франции за сражение при Фер-Шампенуазе был произведён в генерал-лейтенанты и далее он отличился при штурме Монмартрских высот и взятии парижского предместья Сен-Дени.
Изображён в генеральском мундире Дерптского конно-егерского полка (восемь драгунских полков переименованы в конно-егерские в декабре 1812 года), через плечо переброшена лядуночная перевязь. Слева на груди звезда ордена Св. Анны; на шее крест ордена Св. Георгия 3-го класса; по борту мундира крест Св. Владимира 2-й степени; справа на груди серебряная медаль «В память Отечественной войны 1812 года» на Андреевской ленте, бронзовая дворянская медаль «В память Отечественной войны 1812 года» на Владимирской ленте, кресты ордена Св. Иоанна Иерусалимского и прусского ордена Красного орла 3-й степени. С тыльной стороны картины надпись: Cte Pahlen. Подпись на раме: Графъ П. П. Фонъ-деръ-Паленъ 2й, Ген. Лейтенантъ. А. А. Подмазо утверждает, что к моменту написания картины Пален не мог носить изображённый мундир, поскольку генеральские должности в армейских полках были ликвидированы в 1814 году и мундир должен быть показан или старого образца, 1808 года, с двумя рядами пуговиц или общегенеральского типа, введённого для кавалерийских генералов в 1814 году. Также мундиру не соответствуют эполеты — показан тип эполет, введённый в 1820-х годах.
7 августа 1820 года Комитетом Главного штаба по аттестации граф Пален был включён в список «генералов, заслуживающих быть написанными в галерею» и 4 сентября 1821 года император Александр I приказал написать его портрет. Гонорар Доу был выплачен 4 апреля 1824 года. Готовый портрет был принят в Эрмитаж 7 сентября 1825 года.
В советское время возникла ошибка в атрибуции портрета — по неизвестной причине он стал считаться портретом его брата Петра Петровича Палена (соответственно портрет Петра стал считаться портретом Павла); например, в книге Глинки и Помарнацкого о Военной галереи портреты обеих братьев перепутаны. Первой вернула правильную атрибуцию портретам Л. Л. Ивченко в «Словаре русских генералов» . Путаница была подробно разобрана и окончательно устранена в статье А. В. Кибовского. Хранитель британской живописи в Эрмитаже Е. П. Ренне поддержала атрибуцию Ивченко и Кибовского.

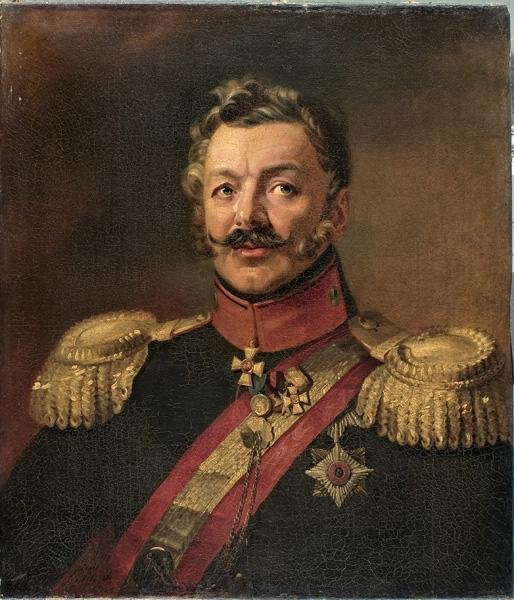
Вариант портрета из Пушкинского музея

В собрании Пушкинского музея в Москве имеется другой, более поздний, авторский вариант галерейного портрета (холст, масло, 71,5 × 63, инвентарный № Ж-3235). На этом портрете отсутствует Анненская звезда, вместо нее показаны чрезплечная лента и звезда ордена Св. Александра Невского — при награждении этим орденом Анненскую звезду положено было снимать и вместо неё надевать шейный крест этого ордена, который ошибочно не изображён. Также по неизвестной причине не изображён шейный крест ордена Св. Владимира 2-й степени, отчего может создаться впечатление, что Владимирская звезда имеет 1-ю степень, которой сам Пален фактически не имел. Этот портрет скорее всего был написан в начале 1829 года, поскольку орденом Св. Александра Невского Пален был награждён 1 января 1829 года, а в мае Доу уехал в Варшаву. Этот портрет находился в Москве в Чертковской библиотеке, затем оказался в Румянцевском музее, по упразднении которого был передан в ГМИИ имени А. С. Пушкина.
В собрании Государственного Русского музея имеется копия портрета работы неизвестного художника, датируемая 1829 годом (холст, масло; 69 × 56,5 см; инв. № ЖБ-490). По аналогии с портретом из Военной галереи он также считался портретом Петра Петровича Палена и был переатрибутирован Ю. Г. Епатко после выхода статьи А. В. Кибовского. Иконографически этот портрет ближе к варианту из Пушкинского музея — комплект наград и их взаиморасположение соответствуют московскому портрету, однако здесь Пален изображён в общегенеральском мундире образца 1814 года с чрезплечной лентой ордена св. Александра Невского и без лядуночной перевязи (которую при общегенеральском мундире носить было не положено). Технологическое исследование этой копии, произведённое в Русском музее, выявило два состояния портрета. Первоначально он был написан с комплектом наград, соответствующим эрмитажному портрету с чрезплечной Анненской лентой. На втором этапе работы звезда ордена Св. Анны 1-й степени была закрашена. Неизвестный копиист также исправил орденскую ленту, закрасив жёлтые полоски по краям, отчего лента превратилась в Александроневскую. Ниже была дописана звезда ордена Св. Владимира 2-й степени. Из-за этого край орденской звезды, видневшуюся из-под ленты и которую раньше можно было принять за звезду ордена Св. Владимира стала походить на звезду ордена Св. Александра Невского, которую положено было носить выше Владимирской звезды. Копиист, не изобразив шейный крест ордена Св. Анны 1-й степени, повторил ошибку с московского варианта портрета Доу.